# Eulogio Parra
José Eulogio Parra Espinoza (Ixtlán del Río, Nayarit, 10 de marzo de 1839 - Santiago Papasquiaro, Durango, 1868) fue un militar mexicano. 

## Trayectoria
Hijo de José María Parra y María Antonia Espinoza, se incorporó a las fuerzas republicanas en las que en 1864 era ya capitán de un cuerpo de caballería. 
El primero de enero de 1866 un puñado de valientes encabezados por Eulogio Parra evitó, mediante un audaz ataque, que las fuerzas imperialistas que se encontraban en Mazatlán cayeran sobre las comandadas por el general Ramón Corona.  Esa vez, junto al poblado Palos Prietos, Sinaloa, Eulogio Parra y sus correligionarios obligaron al enemigo, superior en fuerzas, a retornar al Puerto de Mazatlán.
En septiembre de 1866 el general Ramón Corona envió a Jalisco una brigada como vanguardia del Ejército de Occidente. la cual encabezó el ya coronel Eulogio Parra quien fue nombrado jefe de la brigada y al mismo tiempo comandante militar del Estado de Jalisco.
Entre los méritos de Eulogio Parra figura el haber sido vencedor de las tropas francomexicanas en la Gloriosa Batalla de la Coronilla, el 18 de diciembre de 1866.  Un mes después, enero de 1867, el General Ramón Corona recibió el ascenso a la categoría de General de brigada para Don Eulogio Parra, otorgado por el presidente Don Benito Juárez.
Al triunfo de la República el General Eulogio Parra pasa a operar en los estados de Sinaloa y Durango, y en 1868 lo sorprende la muerte en Santiago Papasquiaro, Durango, de donde son trasladados sus restos a la Ciudad de Tepic.